# كريستيان كلاجس
كريستيان كلاجس (وُلد في 21 يونيو 1955) دبلوماسي ألماني، كان ممثلًا لألمانيا لدى السلطة الفلسطينية بين عامي 2018 و2021. كما كان سفيرها بين عامي 2006 و2009 لدى رواندا، وبين عامي 2009 و2013 لدى السنغال، وبين عامي 2013 و2015 لدى لبنان. كان المبعوث الخاص لألمانيا لمنطقة الساحل.